# Straw
Straw (bra: Até a Última Gota; prt: A Última Gota) é um filme de drama criminal psicológico estadunidense de 2025, escrito, produzido e dirigido por Tyler Perry. Estrelado por Taraji P. Henson, o elenco inclui Sherri Shepherd, Teyana Taylor, Sinbad, Rockmond Dunbar, Ashley Versher, Mike Merrill e Glynn Turman. Foi lançado em 6 de julho de 2025 pela Netflix, onde figurou entre os dez filmes mais populares globalmente na semana de estreia.

## Enredo
Janiyah Wiltkinson é uma mãe solteira que vive com sua filha, Aria, em um apartamento decadente. Aria está constantemente doente. Certa manhã, expressa frustração por não conseguir tomar banho sozinha e conta à mãe que a professora disse que ela não tinha dinheiro para o almoço. Embora visivelmente abalada, Janiyah se concentra em ir para o trabalho.
Ao sair, ela entrega troco a Benny, um vizinho cadeirante, o que leva seu senhorio a ameaçá-la de despejo, caso o aluguel não seja pago até às 10h. Depois de deixar Aria na escola, Janiyah segue para o supermercado onde trabalha. Lá, uma família joga uma garrafa de vidro nela após ela se recusar a processar uma transação do WIC para itens não elegíveis. Seu chefe, hostil, ordena que ela limpe a bagunça. Nos fundos da loja, uma colega tenta ajudá-la com dinheiro, mas Janiyah recusa.
Antes do fim do expediente, Janiyah recebe uma ligação da escola informando que Aria sofreu ferimentos e solicitando sua presença. Ela tenta explicar que os machucados ocorreram durante uma convulsão na banheira, mas a escola insiste para que ela compareça. Seu chefe, irritado com o que considera mais uma desculpa, se recusa a deixá-la sair e ameaça demiti-la se não retornar em 30 minutos. Além disso, nega o pagamento de seu salário, mesmo diante de seu pedido educado.
Janiyah corre até o banco para sacar dinheiro para o almoço da filha, mas é atrasada por uma longa fila. Quando finalmente chega à escola, é confrontada pela diretora e por membros do Conselho Tutelar, que questionam sua capacidade como mãe e levam Aria, apesar de seus apelos.
De volta para casa, sob forte chuva, Janiyah corta a frente de um policial de folga, que reage jogando uma bebida nela e a força a sair da estrada. Policiais que chegam ao local apreendem seu carro devido à documentação vencida. Ao retornar ao trabalho, ela é demitida, e seu chefe novamente se recusa a pagar seu salário. Em casa, descobre que foi despejada e que seus pertences foram jogados na rua.
Desesperada, Janiyah volta ao mercado para confrontar seu chefe. Durante a discussão, dois assaltantes armados invadem o local. Um deles chama Janiyah pelo nome em seu crachá e exige a mochila de Aria. Quando ela se recusa, é agredida. Durante a briga, Janiyah pega uma arma e atira fatalmente em um dos assaltantes, enquanto o outro foge. Embora explique que o assaltante sabia seu nome por causa do crachá, seu chefe a acusa de encenar o roubo e chama a emergência (192). Em seguida, diz cruelmente que está curioso para ver que tipo de mãe ela será na prisão. Em resposta, Janiyah atira nele e o mata, fugindo com seu salário.
No banco, uma caixa se recusa a descontar seu cheque por falta de identificação. Em desespero, Janiyah saca a arma. A funcionária obedece, mas aciona um alarme silencioso. A gerente do banco, Nicole, reconhece Janiyah e tenta acalmá-la. Enquanto isso, os detetives Raymond e Grimes, que investigavam o incidente no mercado, são informados sobre o assalto ao banco.
Raymond, ex-negociadora militar, conversa com Janiyah por telefone e, gradualmente, estabelece uma conexão. Dentro do banco, um caixa transmite o impasse ao vivo pela internet, o que gera comoção pública. Ao descobrir as câmeras ligadas, Janiyah exige que sejam desligadas. Com a ajuda de Nicole, elas desativam a vigilância.
O apoio popular a Janiyah cresce, e manifestantes se reúnem do lado de fora exigindo que a polícia "liberte Janiyah". Dentro do banco, ela se irrita com o projeto de ciências de Aria — semelhante a uma bomba — e tenta desligá-lo, gerando pânico entre os reféns.
Percebendo o mal-entendido, Janiyah ordena que Nicole ligue para Raymond e esclareça que o item na mochila não é uma bomba. No entanto, Nicole afirma que a suposta bomba é o que tem impedido a invasão policial. Paralelamente, outra funcionária, Tessa, escreve uma mensagem na janela do banheiro revelando que a "bomba" é, na verdade, um projeto escolar.
Raymond identifica e confronta o policial de folga que havia assediado Janiyah, levando-o à prisão. Quando o FBI impede que Janiyah o reconheça formalmente, Raymond envia Nicole com uma fotografia. Janiyah confirma a identidade do policial e libera os reféns, embora Nicole decida permanecer ao seu lado.
Em seguida, Janiyah recebe um telefonema da mãe, que a lembra de que Aria morreu na noite anterior devido a uma convulsão. Um flashback revela que toda a presença de Aria durante o dia foi uma alucinação, e que a ligação da escola e a visita do Conselho Tutelar nunca aconteceram. Nicole, já ciente da morte da menina, decidiu permanecer com Janiyah para apoiá-la.
Enquanto o FBI se prepara para invadir o banco, gás lacrimogêneo é lançado e Janiyah tem visões em que está sendo baleada. Na realidade, ela se rende pacificamente a detetive Raymond, com Nicole ao seu lado.

## Elenco
- Taraji P. Henson como Janiyah Wiltkinson[3]
- Sherri Shepherd como Nicole[3]
- Teyana Taylor como Detetive Kay Raymond[3]
- Gabby Jackson como Aria[3]
- Sinbad como Benny[3]
- Glynn Turman como Richard[3]
- Rockmond Dunbar como Chefe Wilson[3]
- Ashley Versher como Tessa George[3]
- Mike Merrill como Detetive Grimes[4]
- Anthony E. Williams como Oficial Dickson[4]
- Tilky Jones como Oficial Oliver[4]

## Produção
O filme foi escrito, dirigido e produzido por Tyler Perry. Também atuam como produtores Angi Bones e Tony Strickland, para a Netflix. As filmagens ocorreram em Atlanta.
O elenco é liderado por Taraji P. Henson, Sherri Shepherd, Teyana Taylor, Glynn Turman, Sinbad, Rockmond Dunbar. Também integram o elenco Mike Merrill e Ashley Versher.

## Lançamento
Straw estreou exclusivamente na Netflix em 6 de junho de 2025. Após o lançamento, o filme rapidamente ganhou destaque, alcançando a lista dos dez títulos mais assistidos da plataforma durante sua semana de estreia.

## Recepção
No site agregador de críticas Rotten Tomatoes, 50% das 22 resenhas dos críticos são positivas. O Metacritic, que usa uma média ponderada, atribuiu ao filme uma pontuação de 56 em 100, baseado em 7 críticos, indicando críticas "mistas ou médias".